# كلارنس إل. سميث
كلارنس إل. سميث (بالإنجليزية: Clarence L. Smith)‏ هو مهندس معماري أمريكي، ولد في 1894، وتوفي في 1951.